# 克蘭萊克鎮區 (明尼蘇達州聖路易斯縣)
克蘭萊克鎮區（英語：Crane Lake Township）是位於美國明尼蘇達州聖路易斯縣的一個行政鎮區。

## 地方資料
克蘭萊克鎮區的面積為216.17平方千米，當中陸地面積為179.26平方千米，而水域面積為36.90平方千米。根據2020年美國人口普查的數據，當地共有人口98人，而人口密度為每平方千米0.45人。